# 瑪·莉·亞
《瑪·莉·亞》（日语：ま・り・あ）是日本漫画家—武内直子的漫画单行本。本作除了漫畫外，还被小说家小泉真理绘写成了轻小说，插画由武内直子负责绘画。
作品連載於講談社出版的漫畫雜誌《Nakayoshi》1989年11月號至1990年4月號。單行本于1990年10月在日本發售。《Nakayoshi》1990年8月的増刊号还连载了该作品的番外篇《之后的玛莉亚》（日语：その後のま・り・あ），被收录在《樱桃计划》第3卷中。 

## 故事內容
玛莉亚自幼丧父，一直与母亲生活在一起，但母亲因为病重而不幸入院。在医疗费紧张之时，一位化名为“长腿叔叔”的资助人出现了，帮助玛莉亚的母亲暂时度过了难关。在长腿叔叔的帮助下，玛莉亚成功转入了名校“聖信浓苑学园”。在校期间，玛莉亚意识到长腿叔叔竟然和自己同在一所学校，于是玛莉亚便开始追寻长腿叔叔的所在，一段浪漫的爱情故事就此开始发展了……

## 連載期刊
- 瑪·莉·亞 （Nakayoshi、1989年11月號 - 1990年4月號）
- 之後的瑪莉亞 （Nakayoshi、1990年8月的増刊號）